# Ludwik Alexandrowicz
Ludwik Wincenty Alexandrowicz (ur. 1861, zm. 12 lutego 1927 w Struściu (powiat brasławski)) – polski leśniczy.

## Życiorys
Ludwik Alexandrowicz był synem Ignacego Alexandrowicza (ur. 1829, zm. 21 października 1905) i Michaliny z Korzeniowskich (ur. 1838, zm. 1903). W 1883 ukończył Instytut Leśny w Petersburgu. Następnie pracował jako leśniczy: najpierw w leśnictwach powiatu morszańskiego w guberni tambowskiej (Leśnictwo Sierpowskie, Leśnictwo Sokolnikowskie), później w Porchowie (gubernia pskowska), a od ok. 1910 do ok. 1918 roku jako Nadleśniczy Gubernialny w Archangielsku. Po I wojnie światowej, w niepodległej Polsce pracował w latach 20. jako nadleśniczy brasławski. Zmarł 12 lutego 1927 w majątku Strusto, znajdującym się nad jeziorem Strusto, przy wsi Strusto, należącym od 1802 do rodziny Alexandrowiczów i został pochowany 17 lutego na cmentarzu Bernardyńskim w Wilnie.

## Rodzina
Żona: Helena ze Szpakowskich z Wilna (ur. ok. 1868, zm. 24 czerwca 1907), ślub 18 stycznia 1890 r. Dzieci: Konstancja Alexandrowiczówna (ok. 1893–1911), Bohdan Alexandrowicz (ur. 28 czerwca 1896, zm. 28 grudnia 1939), Janina Alexandrowiczówna – po mężu Stankiewiczowa (ur. 1900, zm. 24 kwietnia 1938), Maria Alexandrowiczówna (ur. 4 stycznia 1905, zm. 4 maja 1994). Druga żona: Krystyna z Bortkiewiczów.